# 川合宏
川合 宏（かわい ひろし、1925年 - 2015年）は、日本の造園学者。

## 来歴
宮城県農業短期大学で教職にあった。2008年当時は宮城県伊豆沼・内沼環境保全財団理事長を務めていた。
2002年に第24回日本公園緑地協会北村賞を受賞した。
著書に『みやぎ園芸植物全科』（共著、河北新報出版センター、2004年）、『花づくり専科 みやぎの四季』（共著、河北新報社、1994年）『花づくり庭づくり みやぎの四季』（河北新報社、1990年）などがある。